# متحف السينما في طهران
متحف السينما في طهران هو من أهم المتاحف السينمائية في إيران والشرق الأوسط والذي يحكي عن تأريخ السينما الإيرانية والإرث الذي خلفته لأبنائها لأكثر من قرن. ويضم هذا المتحف مجموعة نادرة من مقتنيات السينما الإيرانية في مختلف عصورها من إكسسوارات وملابس وآلات تصوير ووحدات مونتاج وجوائز دولية حصلت عليها أفلامها، بالإضافة إلى صور لأجيال متعاقبة من كبار السينمائيين الإيرانيين. فالمتابع والمهتم بالسينما الإيرانية لا يستغني عن زيارة هذا المتحف العريق والجميل الذي يحاول أن يختصر بين جدرانه تأريخاً يمتد لأكثر من مئة عام.
- يُذكَر أن إيران تُعَد من أوائل الدول في العالم التي دخلت إليها صناعة السينما وكانت الشرارة الأولى لهذا العالم الفني الواسع قد بدأت من أيام  الشاه الإيراني مظفر الدين شاه الذي شاهد أول آلة تصوير في إحدى الدول الأوروبية وأمر «ميرزا إيراهيم خان» حينها كي يشتري المعدَّات اللازمة لنقل هذه التقنية الجديدة إلى إيران، ليشهد القرن الـ20 انضمام إيران إلى الساحة السينمائية. وكانت إيران في البدايات فقط تُحضر الأفلام من الغرب وتعرضها في صالة العرض لديها حتى العام 1930م الذي شهد صناعة أول فيلم سينمائي بعنوان «آبي ورابي»، وإخراج أفانيس أوهانيان. كانت الانطلاقة صعبة وشهدت في البدايات ركود كبير لكن نسلاً جديداً خرج إلى النور في أواخر أربعينات القرن الماضي، أمثال: ساموئيل خاشيكيان وفرّخ غفاري وإبراهيم كلستان وسهراب شهيد ثالث ومسعود كيميايي وداريوش مهرجوئي وفريدون رهنما وعلي حاتمي وغيرهم الكثير.[7]

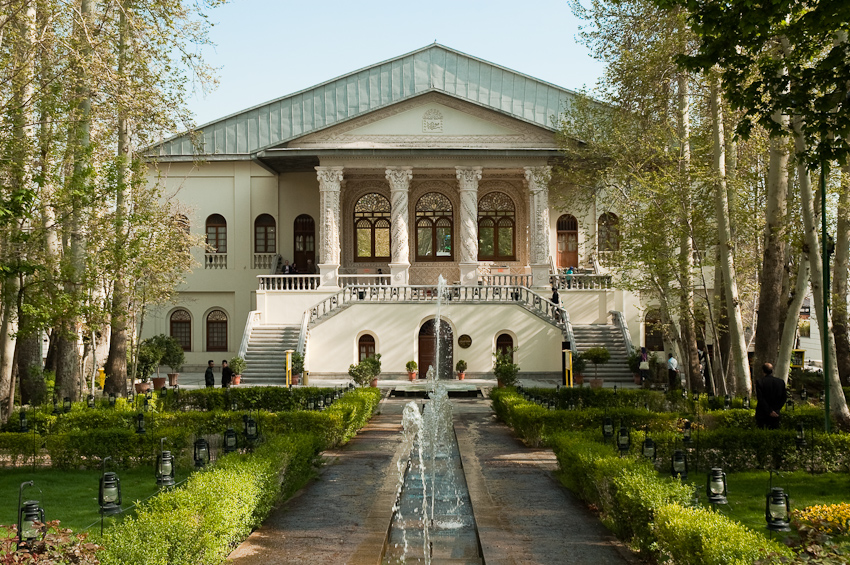
متحف السينما في طهران

## تأسيس المتحف
هذا المتحف السينمائي تأسس في عمارة تأريخية جميلة كانت إحدى قصور «محمد شاه» من ملوك السلسلة القاجارية، تبلغ مساحة العمارة 444 متراً، وتقع في شارع وليعصر في شمال العاصمة طهران. أصبحت العمارة بعد الثورة محل لتعليم السينما للطلاب والمهتمين، ثم تحولت في سنة 1996م إلى متحف للسينما الإيرانية وافتتحها حينها الرئيس السابق محمد خاتمي. هذه العمارة تضم متحف السينما إلى جانب صالتين لعرض الأفلام ومقاهي ومكتبة.

## معارض المتحف
يشتمل متحف السينما الإيرانية على تسعة معارض مختلفة تروي لزائرها المسير الذي مرت به السينما الإيرانية خلال تأريخها الطويل وهي:
- المعرض الأزرق

يُعرَض في بداية المتحف، بدايات السينما الإيرانية، من أول كاميرا دخلت إيران، على يد «مظفر الدين شاه» القاجار إلى أول الأفلام الإيرانية وأول الوسائل والأدوات السينمائية التي تم إستخدامها في البلاد وأيضاً مقتطفات من تلك الأفلام وأجنحة خاصة لرواد الحركة السينمائية في إيران مثل «أفانس أوهانيان» و «عبد الحسين سبنتا».
- المعرض الوسطي

يضم مجموعة فريدة من صور الأفلام والكواليس وأدوات المكياج وملابس الممثلين والممثلات مثل ملابس ممثلة فيلم «بنت لر» أول فيلم ناطق في السينما الإيرانية وأجنحة خاصة تشمل صوراً وأوراقاً وتذكارات من مخرجين شهيرين مثل «رخشان بني اعتماد»، «سهراب شهيد ثالث»، «علي حاتمي»، «ابوالفضل جليلي» و«كيومرث پور احمد».
- معرض الصالات السينمائية

يضم مجموعة صور ومعدات تروي لك تاريخ أهم صالات العرض في إيران، كما يمكنك هناك مشاهدة مقتطفات من أهم أفلام تأريخ السينما العالمية على الشاشة العريضة.
- معرض الدبلجة والصوت

يعرض أدوات وأجهزة الدبلجة وهندسة الصوت وأيضاً موسيقى الأفلام وصور من مهندسي الصوت والملحنين الأكثر شهرةً في السينما الإيرانية.
- قسم التراث السينمائي للأرمن في إيران

يضم المتحف قسم خاص للأرمن في السينما الإيرانية، منهم مخرجين كبار مثل «ساموئل خاجيكيان» و«واروج كريم مسيحي» و«افانس اوهانيان» وغيرهم ويروي دورهم وتأثيرهم البارز في إنجازات السينما في إيران. وهم من صنعوا أول أفلام السينما الإيرانية وأسسوا أول مدرسة سينمائية في طهران.
- معرض الدفاع المقدس (أفلام الحرب)

هذا الجانب المهم من السينما الإيرانية بعد الثورة الإسلامية خُصِصَ له قسم خاص فيه تجد صور وملابس وإكسسوارات من أهم أفلام سينما الحرب في إيران، وتعريف بأهم الأفلام والمخرجين وأيضاً جناح خاص للوثائقي الشهير «مرتضى أويني» الذي يُعتبَر أهم مخرج أفلام وثائقية في الحرب الإيرانية – العراقية.
- المعرض الخاص بالأطفال

هو معرض تجد فيه كل ما يتعلق بسينما الأطفال من بوستر الأفلام، صور الممثلين والممثلات إلى الرسوم والدمى الموجودة في الأفلام الشهيرة، منها الفلم الشهير «جبل النور» لمخرجه «عبد الله عليمراد»، الذي حصل على عدة جوائز عالمية وعُرِضَ في كثير من البلدان.
- معرض نفق من التأريخ

يضم مجموعة صور ورسوم تأريخية حول أول تجارب الشرق في السينما وفن التصوير من ابن الهيثم إلى فن التصوير في كتاب الشاهنامه للفردوسي.

## بعض الوفود الفنية الأجنبية الزائرة للمتحف
- الولايات المتحدة: قام عدد من نجوم هوليوود وأعضاء من أكاديمية السينما والفنون والعلوم الأميركية والذين زاروا جمهورية إيران من أجل برنامج للتبادل الثقافي بزيارة متحف السينما في طهران. ومن ضمن أعضاء الفريق الممثلتان أنيت بينينج وألفري وودارد. وقالت بينينج وهي مشهورة جداً في إيران للصحافيين من خلال مترجم إنها سعيدة للغاية لوجودها في إيران وتأمل في أن تكون الزيارة أساساً لتبادل الطلاب الدارسين للسينما في البلدين. وأضافت إن أبويها اندهشا بشأن زيارتها إلى إيران الإسلامية ولكن ما شاهدته حتى الآن في إيران إيجابي للغاية ويفوق توقعاتها الأولية. والزائرون بمن فيهم رئيس أكاديمية السينما والفنون والعلوم الأميركية سيد جانيس والرئيس السابق لها فرانك بيرسون والمنتج وليام هوربيرج يقومون بمبادرة خاصة في إيران من خلال هذه الزيارة.[8]
- مصر: زار وفداً فنياً من جمهورية مصر العربية متحف السينما الإيرانية وقام الوفد بزيارة مركز الفكر والفن الإسلامي وتفقدوا قطاعاته من فن تشكيلي وسينمائي وشاهدوا أحدث إنتاج سينمائي للمركز وهو فيلم «سكر» للمخرج رضا مير كريمي. واجتمع محسن مؤمني، رئيس مركز الفكر والفن الإسلامي بالوفد، عقب عرض الفيلم، لبحث إمكانية التعاون المشترك بين الجانبين المصري والإيراني.[9]

## طالع ايضاً
- متحف إيران الوطني
- متحف التأريخ الطبيعي في شيراز
- سوق وكيل التأريخي
- ثقافة فارسية
- السينما الإيرانية
- أديان إيرانية
- الموسوعة الإيرانية
- متحف السجاد في إيران